# Ти Би Ес (телевизионен канал)
Ти Би Ес (на английски: TBS; съкратено: Turner Broadcasting System, произношение: Търнър Броудкастинг Систъм) или съкратено TBS е кабелна телевизионна мрежа, създадена от Търнър Броудкастинг Систъм. Програмата стартира на 17 декември 1976 г. в САЩ.